# Joachim Friedrich von Otterstedt
Freiherr Georg Ulrich Ludwig Joachim Friedrich von Otterstedt (* 11. Dezember 1769 in Rangsdorf bei Berlin; † 27. März 1850 in Baden-Baden) war Geheimer Rat und preußischer Diplomat. 

## Herkunft
Seine Eltern waren Joachim Ernst von Otterstedt (* 1729; † 1787) auf Dahlwitz und dessen Ehefrau Luise Wilhelmine von Kleist a.d.H. Protzen.

## Leben
Er trat im November 1783 in preußische Dienst und kam als Gefreitenkorporal in das in Berlin stehende Infanterieregiment Nr. 26 (Alt-Woldeck). Am 1. August 1786 wurde er Fähnrich, am 3. April 1788 Secondlieutenant und am 6. Oktober 1797 Premierlieutenant. Am 2. Juli 1801 erhielt er aber auf sein Ansuchen den Abschied mit dem Charakter als Hauptmann (Capitän). Während seiner Berliner Zeit lernte er Rahel Levin später verheiratete Varnhagen von Ense kennen. Sie nannte ihn später Loschonkaudesch in ihren Briefen.
In Paris schloss er sich 1803 dem Philanthropen (und seinem Onkel) Graf Gustav von Schlabrendorf (1750–1824) an, verdiente sein Geld aber mit der Bandfabrikation. Die Verhältnisse in Paris dämpften seine Begeisterung für die Revolution. 1806 erhielt er in Stuttgart den Posten eines Kabinetssekretärs und Legationsrates, auch lernte er dort seine spätere Frau kennen. 1807 kam er durch die Hochzeit der Prinzessin Katharina an den Hof nach Kassel. Dort wurde er Generalinspekteur der Domainen und Forsten des Königreichs Westphalen. 1812 verließ er Kassel und ging als Privatmann nach Frankfurt am Main.
Mit Beginn der Befreiungskriege kam er wieder in preußische Dienst, 1814 empfahl ihn der Freiherr von Stein an den damalige Generalgouverneur des Mittelrheins Justus Gruner. Dieser unterstellte Otterstedt die Verwaltung des Donnersberg-Departements in Worms. Otterstedt reiste bald nach Wien und konnte dort schnell am Hof Fuß fassen, sehr zum Unbehagen von Varnhagen. Otterstedt gelang es das Vertrauen des Königs Friedrich von Württemberg und dessen Sohnes, des späteren Königs Wilhelm I. zu erlangen.  Nach dem Krieg erhielt Otterstedt das Eiserne Kreuz am weißen Band.
Im Sommer 1815 war er bereits preußischen Geschäftsträger in Frankfurt am Main und in Kontakt mit Goethe und Willemer. Zugleich stand er mit Varnhagen in Konkurrenz um einen Posten in der preußischen Diplomatie. Letztlich wurde er  1816 zum preußischen Gesandten in Darmstadt und Wiesbaden ernannt. Einen Posten den der 25 Jahr ausfüllte. In dieser Zeit wurde er auch preußischer Vertreter in der Schweiz sowie ab 1823 auch in Baden. Seine Wohnsitz hatte er zunächst in Darmstadt und später in Karlsruhe. In Diplomatenkreisen nannte man ihn Notre ami aux mille affairs (Unser Freund mit tausend Angelegenheiten). Otterstedt hatte nicht nur bei Varnhagen unbeliebt gemacht, auch mit seinem Vorgesetzten dem Grafen Christian von Bernstorff war er nicht gut Freund. Unterstützung erfuhr er hingegen durch den Kriegsminister von Witzleben, und auch durch den Fürsten Wittgenstein. Vom preußischen König Friedrich Wilhelm III. erhielt er Orden und Prämien. Durch seine Wissen als Kaufmann unterstützt, vertrat er Preußen bei den Zollvereinsverhandlungen, Verfassungsfragen, der Neugestaltung des Bundesheeres und der Ausführung der Karlsbader Beschlüsse. Otterstedt ging aber auch selbst gegen missliebige Personen vor, er war an der  Verabschiedung Klübers beteiligt, an den Ermittlungen gegen den Kammergerichtsrat E. T. A. Hoffmann für seine Erzählung Meister Floh.
Im südlichen Deutschland unterstützte er die konservative Politiker wie den Prinzen Emil von Hessen-Darmstadt. Aber nach der Thronbesteigung durch Friedrich Wilhelm IV. wurde er 1842 durch Joseph von Radowitz ersetzt. Otterstedt zog sich nun auf sein  kleines Gut Hof Seebach bei Baden-Baden zurück. Anschließend begann das Heroldsamt seinen Freiherrentitel anzuzweifeln. Aber der preußische König gestattete ihm am 13. Mai 1844  die Führung dieses Prädikats für seine Person.

## Familie
Otterstedt heiratete am 16. April 1807 Laura von Zeppelin (* 1783; † 8. Juli 1845). Das Paar hatte zwei Töchter und vier Söhne:
- Katharina (* 7. Juni 1809) ⚭ Ludwig Steinbach (* 1812; † 1890), badischer Hofmaler
- Luise (* 12. März 1818) ⚭ 1850 Karl von Vincenti († 13. April 1869), Oberamtsrichter
- Friedrich (* 5. September 1810; † 25. März 1876), Diplomat

⚭ 1847 (Scheidung 1858) Sophie Maria von Fehleisen
- Karl (* 16. April 1813; † 19. April 1878) ⚭ Freiin Auguste von Völderndorf und Waradain (* 2. Januar 1808; † 1884)[4], Witwe von Karl Optatus Vrints von Treuenfeld (* 4. Juni 1765; † 24. August 1852)[5]
- Wilhelm (* 26. April 1816; † 3. Januar 1875), Besitzer von Zemitz ⚭ 1849 Bertha von Hackewitz (* 14. August 1828; † 11. März 1908) a.d.H. Warschow[6]
- Ferdinand (* 16. November 1811; † 29. Dezember 1872), Besitzer von Groß-Bünzow[7]

⚭ 1849 Luise Homeyer († 11. Mai 1858) a.d.H. Murchin
⚭ 1862 Agnes Anna Caroline Jeannette Friederike von Kotze (Schloss Lodersleben)